# クロペラスチン
クロペラスチン（英: Cloperastine）は、医薬品として利用される有機化合物の一つである。日本、香港および一部のヨーロッパ諸国において、塩酸塩またはフェンジゾ酸塩の形で、鎮咳薬および抗ヒスタミン薬として用いられる。日本では1966年に糖衣錠と散剤が発売開始。イタリアでは1981年より使用された。

## 副作用
鎮静作用、眠気、胸やけ、気管支分泌物の増粘などの副作用が生じることがある。

## 薬理学
詳細な作用機序は明らかになっていないが、この薬剤にはいくつかの異なる生理活性が確認されている。その中には、シグマ-1受容体のリガンド(Ki = 20 nM)（おそらく、アゴニスト）、GIRKチャネル遮断薬、抗ヒスタミン作用 (Ki = 3.8 nM、H1受容体に対して）、抗コリン作用がある。このうち、前者2つの作用は鎮咳効果に寄与していると考えられ、後者2つは鎮静や眠気の副作用に関与していると考えられる。

## 開発の経緯
麻薬性の鎮咳剤は強力である反面、呼吸抑制や便秘などの副作用や、習慣性の問題があった。東京大学薬学部教授の高木敬次郎らが亜硫酸ガス刺激法および機械的刺激法を用いて鎮痙薬、交感神経興奮薬、抗ヒスタミン薬などについて鎮咳作用を調べた結果、ジフェンヒドラミンに強い鎮咳作用があることを見出した。その同族化合物のうち、クロペラスチン塩酸塩が強い鎮咳作用を持ち、毒性はジフェンヒドラミンの約半分であることが明らかになった。臨床効果や安全性を確認した結果、1965年5月に糖衣錠と散剤が承認を受け、翌年に販売開始。小児用錠剤は1970年3月承認・1972年4月販売開始。シロップ剤は1972年7月に承認を受け、同年12月に販売開始した。

## 医薬品概要
日本での販売名はフスタゾール（HUSTAZOL）で、咳を表すHustenから名付けられた。糖衣錠はクロペラスチン塩酸塩、散剤・小児用錠剤・シロップ剤はフェンジゾ酸クロペラスチンを主成分とする。糖衣錠と散、小児用錠は感冒、急性・慢性気管支炎、気管支拡張症、肺結核および肺がん、シロップ剤は感冒、流行性感冒、気管支炎、気管支拡張症にともなう咳嗽に、それぞれ有効である。求心路並びに遠心路には作用せず、咳中枢に直接作用すると考えられている。
イタリア・スペイン・ベルギー・ブラジルでは「Seki」「Flitox」の販売名でツァンボン社から、韓国では「Tustazol」の販売名でHanil社から、それぞれ錠剤とシロップが販売されている。

## 合成

Synthesis: Patents: Isomers: China:

4-クロロベンズヒドロール[119-56-2] (1)をテトラクロロメタン中で三臭化リンによりハロゲン化すると、1-（ブロモフェニルメチル）-4-クロロベンゼン[948-54-9]（2）が得られる。
2-クロロエタノール[107-07-3]（3）で処理すると、1-（4-クロロベンズヒドリル）オキシ-2-クロロエタン[5321-46-0]（4）が得られ、さらにピペリジン（5）と反応させることにより、クロペラスチン（6）の合成が完了する。

## 化学的性質
CAS登録番号は、クロペラスチン単体が3703-76-2、塩酸塩が14984-68-0、フェンジゾ酸塩は85187-37-7。
塩酸塩は吸湿性のある白色の結晶または結晶性の粉末で、融点は148～152℃。水・エタノール・メタノール・酢酸に極めて溶けやすい。
フェンジゾ酸塩は白色ないし淡黄色の結晶または結晶性の無臭の粉末で、融点は185～189℃。イソプロピルアミンには溶けやすいが、水・エタノール・メタノール・ジエチルエーテルにはほとんど溶けない。